# Forêts et fruticées de jarrahs et de karris
Localisation
Les forêts et fruticées de jarrahs et de karris forment une écorégion définie par le fonds mondial pour la Nature (WWF) qui couvre une zone de plus de 10 000 km2 à l'extrémité sud-ouest de l'Australie-Occidentale. Elle appartient à l'écozone australasienne et au biome des forêts, terres boisées et broussailles méditerranéennes.